# بردی
جسمین فن دن بگارد (به انگلیسی: Jasmine van den Bogaerde) معروف به بیردی (به انگلیسی: Birdy) آهنگساز و خوانندهٔ متولد سال ۱۹۹۶ میلادی در انگلستان است. وی فعالیت خود را در دوازده سالگی آغاز کرد و در اوپن میک یوکی برنده شد.

## آغاز زندگی
بیردی در سال ۱۹۹۶ در لیمینگتون، همشایر به دنیا آمد. مادر او پیانیست بود و بردی پیانو را از سن ۷سالگی یادگرفت و از سن ۸ سالگی نوشتن آهنگ را شروع کرد.
اسم بردی را پدر و مادرش به دلیل اینکه در کودکی وقتی به او غذا می‌دادند و او دهانش را مثل پرنده‌ای کوچک باز می‌کرد، بر روی او گذاشتند و خانواده و دوستان او را بردی صدا می‌زدند و فقط معلم‌هایش او را جسمین صدا می‌زدند.
بردی اولین آلبوم خودش را در پانزده سالگی ضبط و پخش کرد.

## اجراها
- در مراسم افتتاحیه بازی‌های پارالمپیک لندن ۲۰۱۲ بازخوانی یکی از آهنگ‌های آنتونی و جانسونز[۲]
- انیمیشن اسکارگرفته شجاع
- فیلم هانگر گیمز
- سریال تلویزیونی آمریکایی خاطرات خون‌آشام

## آلبوم‌ها
| سال  | عنوان        |
| ---- | ------------ |
| ۲۰۱۱ | بردی         |
| ۲۰۱۳ | آتش درون     |
| ۲۰۱۶ | دروغ‌های زیبا |

## جتارهای وابسته
ترانه‌شناسی بردی